# 多尼斯·阿夫迪亞伊
多尼斯·阿夫迪亞伊（德語：Donis Avdijaj；1998年8月25日—）是一位德國足球運動員，在場上的位置是前鋒。他現在效力於荷甲球隊威廉二世，曾外借至奧地利足球超級聯賽球隊格拉茲風暴體育俱樂部。他是一位阿爾巴尼亞裔德國人。